# Korup Nationalpark
Korup Nationalpark ligger i  Sydvestregionen i Cameroun og har et areal på 1.260 km2 med stort set uforstyrret primærskov. Det er angiveligt en af Afrikas ældste og rigeste tropiske skove med hensyn til flora og fauna. Det er den mest tilgængelige regnskovsnationalpark i Cameroun med gode muligheder for indkvartering og et stort netværk af stier, der er åbne for besøgende. Parken er et populært sted for fuglekiggeri og berømt for at se primater (herunder arter som drillchimpanse, Preuss' røde kolobus, rødøret marekat og nigeriansk chimpanse). Forskere fra forskellige fagområder har udført biologiske studier i Korup i over tre årtier og samlet et væld af information om regnskovens økosystemer.

## Beliggenhed
Korup Nationalpark  ligger 50 km nord for Biafrabugten og 20 km fra kanten af mangrovesumpene i Rio Del Rey-flodmundingen. Den deler omkring 15 km af dens vestlige grænse med Cross River Nationalparks Oban-delen i Nigeria. Området omkring parken indeholder også Ejagham, Nta Ali og Rumpi Hills skovreservater.

## Historie
I oktober 1937 blev Korup-skoven oprettet som et "reservat for indfødt administrationsskov". I oktober 1986 blev Korup-skoven udnævnt til nationalpark ved præsidentielt dekret nr. 86/1283;samtidig blev skovreservatets grænser udvidet mod øst til at omfatte landsbyerne Ekundu Kundu, Ikenge og Bareka Batanga.

## Administration
Parken forvaltes af Camerouns ministerium for skovbrug og dyreliv. Parkens ledelse består af en konservator og cirka 27 vildtvogtere. Hovedkvarteret ligger i byen Mundemba, som ligger 8 km øst fra parkens eneste officielle indgang ved Mana-broen. En vildtvagtpost er placeret ved broen. Der ligger et turistinformationscenter i centrum af byen Mundemba.

## Topografi
Jordtyperne i Korup er generelt grovkornede, sandede, veldrænede og næringsfattige. Jordbunden er sur og det lave indhold af organisk materiale gør den ugunstig for subsistenslandbrug og plantager med handelsafgrøder, hvilket forklarer den begrænsede jorddyrkning i parken, som for det meste fortsat er primærskov. Parken ligger omkring 50 moh. i den sydlige del og stiger støt nordpå med stadig mere ujævnt terræn og når sit højeste punkt ved Mt. Yuhan (1.079 moh.) nær det gamle sted, hvor den nu flyttede landsby Ikondokondo lå. Mod nord er terrænet præget af lave, bølgende bakker med blide skråninger. Hovedparten af parken (82%) ligger i en højde af 120 til 850 moh.
Et tæt netværk af vandløb afvander Korup-regionen i tre store flodsystemer: a) Korup- og Akpassang-floderne, b) Ndian-floden og c) Bake-Munaya-floden. Mange af de mindre vandløb i KNP forsvinder helt i den tørtiden.

## Beboelser
Der er i øjeblikket fem landsbyer i KNP med en samlet befolkning i 1999 på cirka 900 mennesker (Erat: 447, Esukutan: 202, Ikenge: 179, Bareka-Batanga: 52 og Bera: 26). I år 2000 blev befolkningen i Korup-landsbyen Ikondokondo (Ekundukundu?) genbosat uden for parken som en del af en, i øjeblikket suspenderet plan om at genbosætte alle landsbyer. De vigtigste erhverv i landdistrikterne er subsistens- og dyrkning af salgsafgrøder (oliepalmer, kakao), fiskeri, jagt og til en vis grad handel.

## Biodiversitet

### Flora
Der er ingen tegn på nogen større historisk menneskelig forstyrrelse i skovene i Korup, og i det mindste den sydlige del af parken er sandsynligvis primærskov. Floristisk set er Korup meget rig med over 1.100 arter af træer, buske, urter og lianer, der er beskrevet til dato, og med et højt niveau af endemisme (30%). Store, fremvoksende træer, der kan blive op til 50 m høje, gennembryder et stort set kontinuerligt, men ujævnt kronelag af overvejende Annonaceae, Euphorbiaceae, Leguminosae, Olacaceae, Scytopetalaceae og Verbenaceae i omkring 15 til 25 m dybde. Underskoven er ret tæt med både lianer og små træer (domineret af Rubiaceae-arter), mens det urteagtige lag (primært Acanthaceae, Araceae, Commelinaceae, Graminae, Marantaceae, Rubiaceae og Zingiberaceae) er for det meste sparsomt. Planteøkologiske processer i Korup er stærkt sæsonbestemte, med blomstring typisk mellem januar og juli (topsæson marts-maj), efterfulgt af den højeste frugtsæson. Graden af blomstring og frugtsætning varierer betydeligt mellem årene for de fleste arter.

### Dyreliv
Korup anses for en af de rigeste lavlandsskove i Afrika med hensyn til fauna og diversitet, især for fugle, krybdyr, padder og sommerfugle. Artslisten over pattedyr består af 33 familier med 161 arter, hvoraf primatsamfundet tegner sig for 14 arter (8 dagaktive og 6 nataktive).

## Andre detaljer
Filmen Greystoke - The Legend of Tarzan, Lord of the Apes med Christopher Lambert og Andie MacDowell i hovedrollerne blev optaget i skoven i 1984 før den blev etableret som Nationalpark
Charles, daværede Prins af Wales, indviede parken i 1986, hvilket er markeret med et skilt ikke langt fra indgangen over Mana-broen, der markerer det punkt, hvor han nåede hen under sit korte besøg.
Mana-broen, der fungerer som indgangen til Korup Nationalpark, blev bygget af en gruppe internationale frivillige på en Operation Raleigh-ekspedition i 1989. Gruppen der var på mere end 100 frivillige, tilbragte 3 måneder i Cameroun med at bygge broen, samt foretage undersøgelser af dyrelivet i skoven og kanoture i Rumpi Hills.